# Keita Isozaki
Keita Isozaki (磯崎 敬太 Isozaki Keita?, nacido el 17 de noviembre de 1980 en Kanagawa) es un exfutbolista japonés. Jugaba de defensa y su último club fue el Sagan Tosu de Japón.

## Trayectoria

### Clubes
| Club            | País  | Año         |
| --------------- | ----- | ----------- |
| Shonan Bellmare | Japón | 1999 - 2000 |
| Mito HollyHock  | Japón | 2001 - 2004 |
| Vegalta Sendai  | Japón | 2005 - 2008 |
| Sagan Tosu      | Japón | 2009 - 2016 |

## Estadística de carrera

### J. League
| Club               | Año   | J. League | J. League | Copa J. League | Copa J. League | Total | Total |
| Club               | Año   | Part.     | Goles     | Part.          | Goles          | Part. | Goles |
| ------------------ | ----- | --------- | --------- | -------------- | -------------- | ----- | ----- |
| Bellmare Hiratsuka | 1999  | 6         | 0         | 0              | 0              | 6     | 0     |
| Shonan Bellmare    | 2000  | 4         | 0         | 1              | 0              | 5     | 0     |
| Mito HollyHock     | 2001  | 25        | 0         | 2              | 0              | 27    | 2     |
| Mito HollyHock     | 2002  | 6         | 0         | -              | -              | 6     | 0     |
| Mito HollyHock     | 2003  | 17        | 0         | -              | -              | 17    | 0     |
| Mito HollyHock     | 2004  | 34        | 4         | -              | -              | 34    | 4     |
| Vegalta Sendai     | 2005  | 21        | 0         | -              | -              | 21    | 0     |
| Vegalta Sendai     | 2006  | 42        | 1         | -              | -              | 42    | 1     |
| Vegalta Sendai     | 2007  | 31        | 0         | -              | -              | 31    | 0     |
| Vegalta Sendai     | 2008  | 11        | 0         | -              | -              | 11    | 0     |
| Sagan Tosu         | 2009  | 35        | 0         | -              | -              | 35    | 0     |
| Sagan Tosu         | 2010  | 19        | 0         | -              | -              | 19    | 0     |
| Sagan Tosu         | 2011  | 35        | 0         | -              | -              | 35    | 0     |
| Sagan Tosu         | 2012  | 26        | 0         | 4              | 0              | 30    | 0     |
| Sagan Tosu         | 2013  | 9         | 0         | 4              | 0              | 13    | 0     |
| Sagan Tosu         | 2014  | 2         | 0         | 3              | 0              | 5     | 0     |
| Sagan Tosu         | 2015  | 2         | 0         | 3              | 0              | 5     | 0     |
| Sagan Tosu         | 2016  | 0         | 0         | 1              | 0              | 1     | 0     |
| Total              | Total | 325       | 5         | 18             | 0              | 343   | 5     |